# ماگدالنا پیه‌گوژ
ماگدالنا پیه‌گوژ (لهستانی: Magdalena Piekorz؛ زادهٔ ۲ اکتبر ۱۹۷۴) کارگردان فیلم، فیلم‌نامه‌نویس و بازیگر اهل لهستان است.
نخستین فیلم بلند او «اثر تازیانه» (Pręgi) دربارهٔ معضل خشونت خانگی بود که با تحسین منتقدان مواجه شد و جایزهٔ شیر طلایی ۲۹مین دورهٔ جشنواره فیلم گدنیا را به‌دست‌آورد. این فیلم همچنین نمایندهٔ کشور لهستان برای جایزه اسکار بهترین فیلم بین‌المللی در هفتاد و هفتمین دوره جوایز اسکار بود.